# Kathy Evison
Kathy Evison (Boulder City (Nevada), 16 januari 1963), geboren als Kathleen G. Evison, is een Amerikaanse actrice.

## Biografie
Omdat haar vader werkt voor het National Park Service in Amerika heeft ze haar jeugd doorgebracht in verschillende parken door het land, inclusief de Grand Canyon en haar favoriet de Grand Teton National Park. Evinson financierde haar opleiding door te gaan werken als model en verscheen over heel de wereld in tv-commercials en magazines. Zij slaagde cum laude in retorica op de Universiteit van Californië in Davis. Nadat zij haar diploma op zak had besliste ze om een carrière switch te maken naar acteren.
Evinson begon in 1992 met acteren in de televisieserie The Heights. Hierna heeft ze nog meerdere rollen gespeeld in televisieseries en een film zoals Beverly Hills, 90210 (1994), SeaQuest DSV (1994-1996) en Diagnosis Murder (1996-1999). In 2000 speelde ze haar laatste rol, hierna heeft ze alleen nog in tv-commercials gespeeld.
Evinson is getrouwd, heeft twee kinderen, en woont met haar familie in Los Angeles.

## Filmografie

### Film
- 2000 Murder, She Wrote: A Story to Die For – als Peggy Ryan

### Televisieseries
Uitgezonderd eenmalige gastrollen.
- 1994 – 1996 SeaQuest DSV – als Lonnie Henderson – 34 afl.
- 1994 Beverly Hills, 90210 – als Kathy Fisher – 3 afl.